# Hotline Miami
Hotline Miami è un videogioco d'azione a scorrimento con visuale dall'alto sviluppato dalla Dennaton Games, un team composto da Jonatan Söderström e Dennis Wedin, che avevano precedentemente collaborato in Keyboard Drumset Fucking Werewolf. Il videogioco è stato pubblicato dalla Devolver Digital nel 2012 per Windows, Mac e console.
Hotline Miami è stato presentato alle manifestazioni Eurogamer e Rock, Paper, Shotgun. Il titolo è stato sviluppato con Game Maker.

## Trama
Jacket è un uomo che vive da solo nel suo appartamento a Miami. Sulla segreteria del suo telefono vengono lasciati dei messaggi che gli dicono di presentarsi a vari tipi di appuntamento. In realtà gli indirizzi forniti da questi messaggi indicano la posizione di edifici occupati dalla mafia russa, e l'obiettivo di Jacket è eliminare ogni persona che trova all'interno. Per celare la propria identità, Jacket indossa delle maschere di gomma a forma di teste di animali. Man mano che il gioco procede Jacket inizia a vedere la realtà in maniera sempre più distorta, ad esempio immagina di avere conversazioni surreali con uomini che indossano le sue stesse maschere, oppure vede i cadaveri delle persone che ha ucciso che gli parlano. Una sera, tornato a casa, un uomo di nome Richter (anch'esso uno degli assassini mascherati) gli spara, mandandolo in coma. Risvegliatosi in ospedale, Jacket origlia la conversazione tra un infermiere e un agente di polizia, venendo a sapere che Richter è stato arrestato e si trova prigioniero alla centrale di polizia. Decide quindi di assaltarla, e, nonostante Richter non sappia nulla delle persone che controllano gli assassini mascherati, recuperando i documenti raccolti dalla polizia Jacket riesce a capire che le telefonate provengono da un club gestito dalla mafia russa. Una volta arrivato lì, Jacket massacra tutti gli uomini, compreso il boss della mafia di Miami. 
Dopo la storia di Jacket inizia quella di Biker (chiamato così perché indossa sempre un casco da motociclista), anche lui uno degli assassini mascherati. Biker si è stancato di obbedire ai messaggi sul suo telefono, quindi decide di risalire ai mandanti delle stragi hackerando il sistema telefonico di Miami. Riesce ad ottenere il loro indirizzo (a differenza di Jacket, che invece è stato depistato verso il club russo), e, trovatosi di fronte a due semplici addetti alle pulizie li elimina facilmente, per poi allontanarsi con la sua motocicletta.
Durante il gioco, si possono raccogliere varie lettere che formano la password per accedere al computer dei due addetti alle pulizie, permettendo di capire meglio il loro ruolo. I due uomini fanno parte di un'organizzazione nazionalista che vuole eliminare tutti i russi sul suolo americano, servendosi degli assassini mascherati.

## Personaggi
- Jacket: Si sa molto poco sul suo conto: è un fan della Nintendo (possiede numerose console di questa casa nel suo appartamento), adora il cibo spazzatura, è un accanito fumatore e non è bravo con le armi da fuoco, malgrado ciò compensa con un'incredibile abilità con le armi da mischia. Sembra essere sulla trentina. In passato è stato membro della divisione d'elite dell'esercito degli Stati Uniti chiamata "Ghost Wolves". Mostra, inoltre, tutti i sintomi della sociopatia, in quanto taciturno e difficilmente capace di provare sentimenti. È possibile che il suo vero nome sia "Richard", dato che la maschera di Richard è la prima che si riceve nel gioco (spedita appositamente via posta) e non garantisce al personaggio nessuna abilità speciale.
- Biker: Assassino che opera per conto delle "50 Benedizioni". Si dimostra mentalmente instabile quanto Jacket, se non di più. E anche molto ribelle: in particolar modo lo si vede indossare sempre il  suo casco e non delle maschere (donate a tutti gli assassini). Utilizza una mannaia e 3 coltelli da lancio. Per quanto sia uno psicopatico che ha iniziato a seguire i messaggi lasciati in segreteria per pura noia, non uccide inutilmente chi è disposto a parlare e afferma inoltre di non essere più interessato alle missioni, non trovandole divertenti. Ha grandi abilità da hacker che, probabilmente, garantiscono a lui tutti i comfort nel suo appartamento. Nonostante tutto, sembra essere molto socievole e possiede degli amici.
- Richard: Uno dei tre misteriosi uomini mascherati. Indossa una maschera raffigurante la testa di una gallina; dice di conoscere molto bene Jacket, e che preferisce non far scoprire la sua vera identità. In effetti, Jacket e Richard presentano lo stesso aspetto esteriore segno, forse, che quest'ultimo sia solo un costrutto mentale prodotto dalla psiche tormentata del protagonista. La sua arma preferita è il Fucile a pompa. Si pensa che la manifestazione di Richard sia provocata da vari disturbi mentali dai quali molti personaggi sono afflitti, quali quello di personalità multipla e schizofrenia, o da traumi causati dall'aver assistito a terribili crimini. Spesso pone a Jacket domande a tema psicologico quali: "Ti piace fare del male alle altre persone?" o "Perché stiamo avendo questa conversazione?".
- Don Juan: Delle tre misteriose persone mascherate, Don Juan è l'unica donna. Probabilmente sulla ventina, questa donna indossa la maschera di un cavallo. Assomiglia molto a Hooker, la prostituta che Jacket salva nel capitolo 3, "Decadence" e della quale lo stesso protagonista si innamora. Questo, unito al fatto che i suoi dialoghi suggeriscono un'affettuosa preoccupazione nei confronti di Jacket, sembra indicare che Don Juan sia una sorta di rappresentazione mentale di Hooker. Come Richard, anche lei vuole aiutare Jacket; sembra avere una predilezione per le armi contundenti.
- Rasmus: Delle tre persone mascherate, è probabilmente il più violento. Rasmus indossa la maschera di un gufo, e sembra provare un misto di forte odio e disgusto nei confronti del protagonista, tanto che spesso, mentre questo sta parlando con Richard e Don Juan, Rasmus interrompe la discussione nel tentativo di costringerlo ad andarsene. Attorno alla poltrona dove è seduto Rasmus ci sono sempre enormi pozze di sangue. Il suo abbigliamento ricorda molto quello della Mafia Russa, nemici principali del gioco.
- Hooker: Una prostituta senza nome e senza passato, che Jacket salva nel terzo capitolo del gioco da un boss afroamericano che ha tentato sia di violentarla che di torturarla con degli strumenti da chirurgia. Una volta portata in salvo, la ragazza comincerà ad abitare a casa di Jacket. Essendo molto simile a Don Juan, si pensa che le due donne siano la stessa persona.
- Ben Smith: Soprannominato "Beard" a causa della sua barba incolta e dei capelli lunghi e unti, lavora in un negozio di alimentari (e in altri luoghi, nei sogni/allucinazioni di Jacket) e sembra essere molto povero. Malgrado ciò, essendo un suo grande amico, regala spesso prodotti a Jacket. Egli, inoltre, quando succede qualcosa di strano o di sbagliato (ad esempio, appaiono cadaveri all'interno del suo negozio che cominciano a muoversi o a parlare), egli dirà che "nulla di tutto ciò che succede è reale", per poi far tornare tutto alla normalità con uno schiocco di dita. Ciò fa supporre che non sia altro che una parte del subconscio di Jacket durante queste apparizioni.
- Richter: Misterioso sicario, cercherà di ucciderlo per conto delle "50 benedizioni". Ben sembra conoscerlo bene, e a volte esso è addirittura il soggetto degli avvenimenti sinistri che accadono attorno allo stesso Beard durante i sogni di Jacket. Indossa una maschera di gomma raffigurante la testa di un topo nero, e la sua arma caratteristica è la Uzi silenziata. Egli appare come un uomo vecchio, pelato e dagli occhi verde chiaro.

## Accoglienza

### Recensioni
| Nome Recensori | Punteggio Totale                            |
| -------------- | ------------------------------------------- |
| GameRankings   | - PS3: 86,06% - PSVita: 89.17% - PC: 85.33% |
| Metacritic     | - PS3: 87/100 - PSVita: 85/100 - PC: 85/100 |
| Game Informer  | 7,75                                        |
| GameSpot       | 8,5                                         |
| Multiplayer    | 8,3                                         |
| IGN            | 8,8                                         |
| SpazioGames.it | 8,5/10                                      |

### Premi
Il gioco è stato proposto come "Miglior Colonna Sonora Gioco PC" da IGN alla fine del 2012; è stato inoltre nominato per il "Miglior Gioco d'Azione per PC", "Miglior Storia per PC" e "Gioco PC dell'anno", assieme a "Miglior Gioco d'Azione dell'Anno" e "Migliore Musica dell'Anno".